# Bessens
Bessens (en francès Bessens) és un municipi francès situat al departament de Tarn i Garona i a la regió d'Occitània.

## Demografia
| 1962                                       | 1968 | 1975 | 1982 | 1990 | 1999 | 2006  |
| ------------------------------------------ | ---- | ---- | ---- | ---- | ---- | ----- |
| 479                                        | 444  | 469  | 558  | 585  | 664  | 1.014 |
| Des de 1962: població sense dobles comptes |      |      |      |      |      |       |

## Administració
| Període   | Identitat          | Partit |
| --------- | ------------------ | ------ |
| 2001-2008 | Noël Prouzet       |        |
| 2008-     | Alexandre Billiard |        |

## Monuments

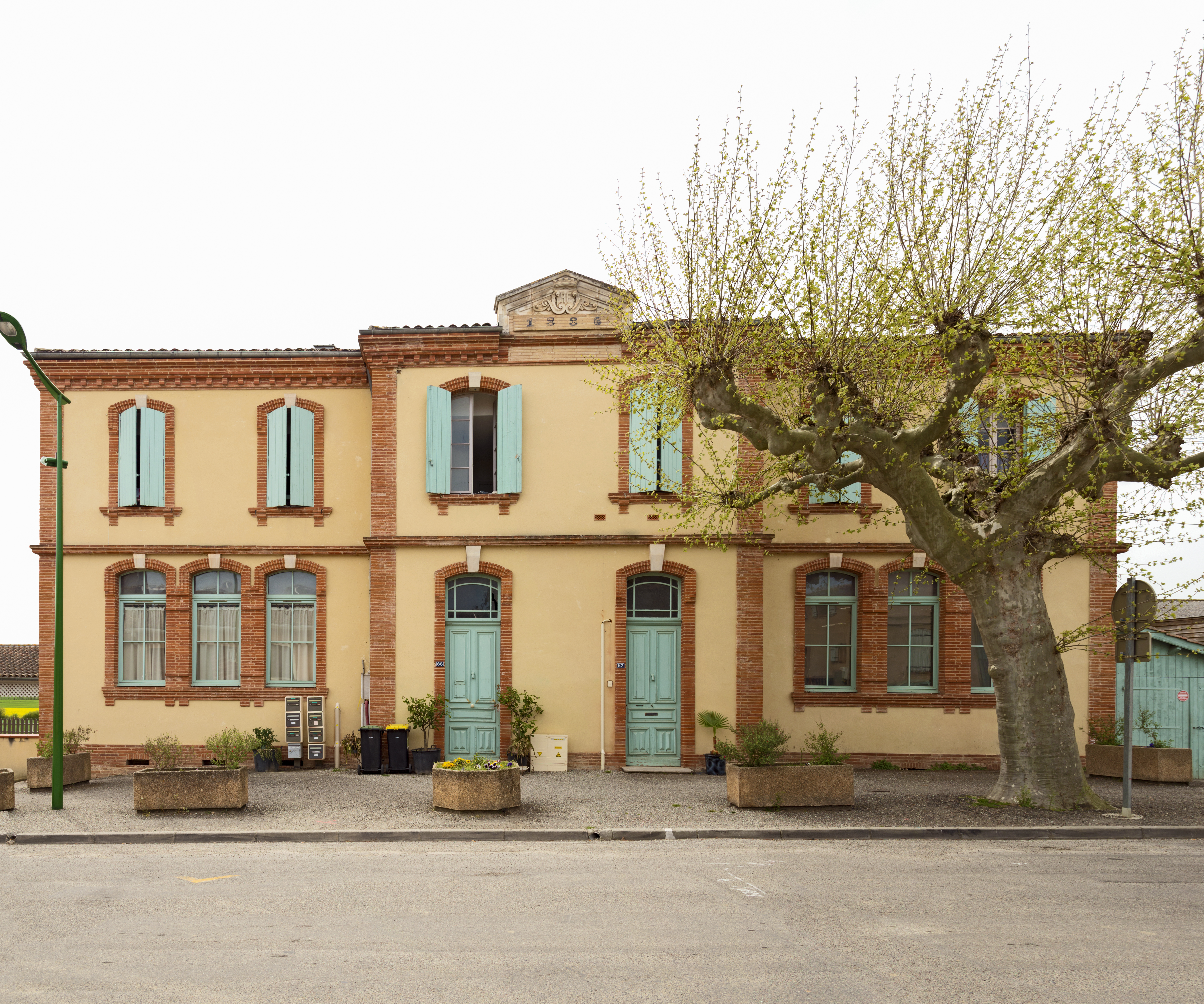
Ajuntament.
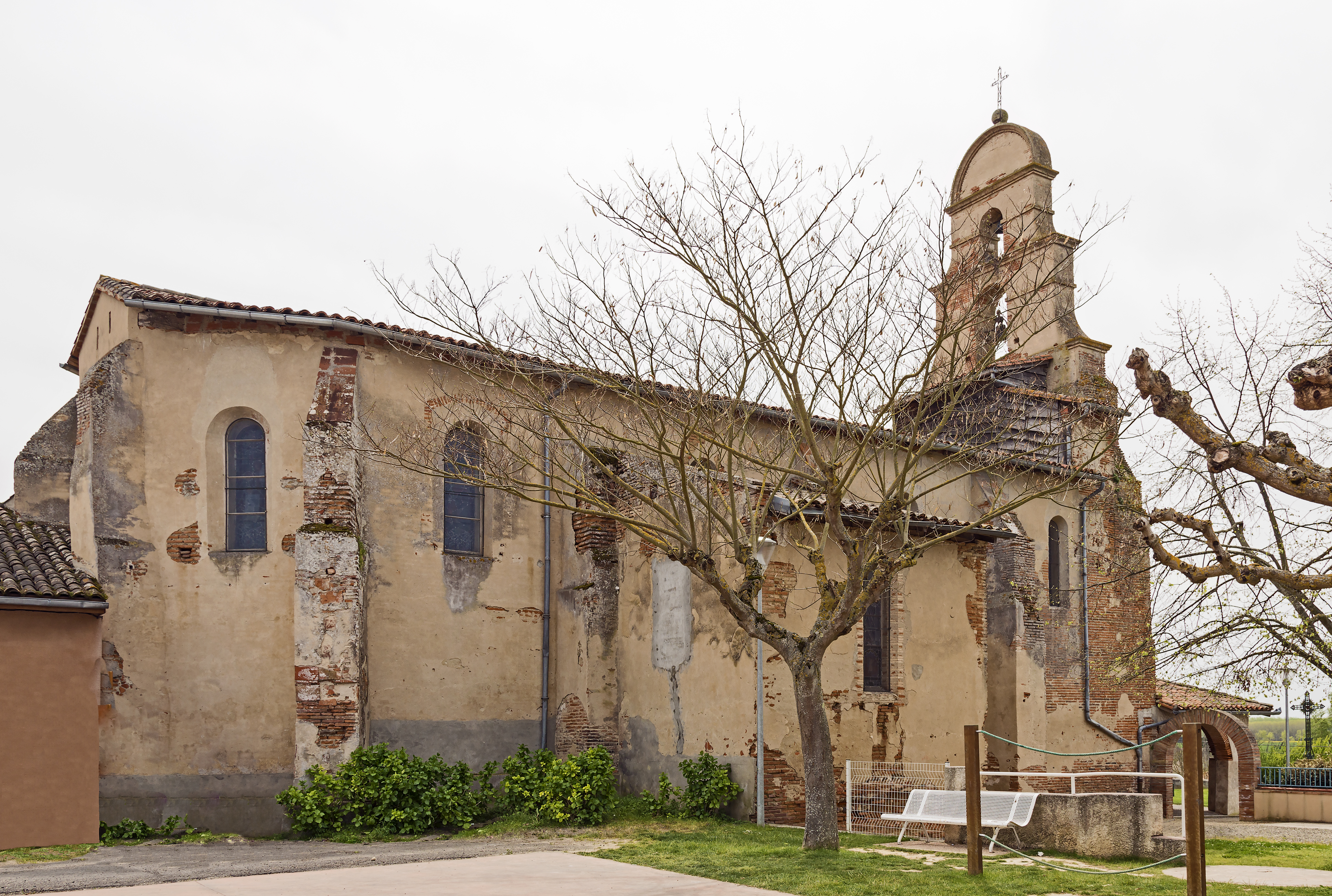
L'Església.
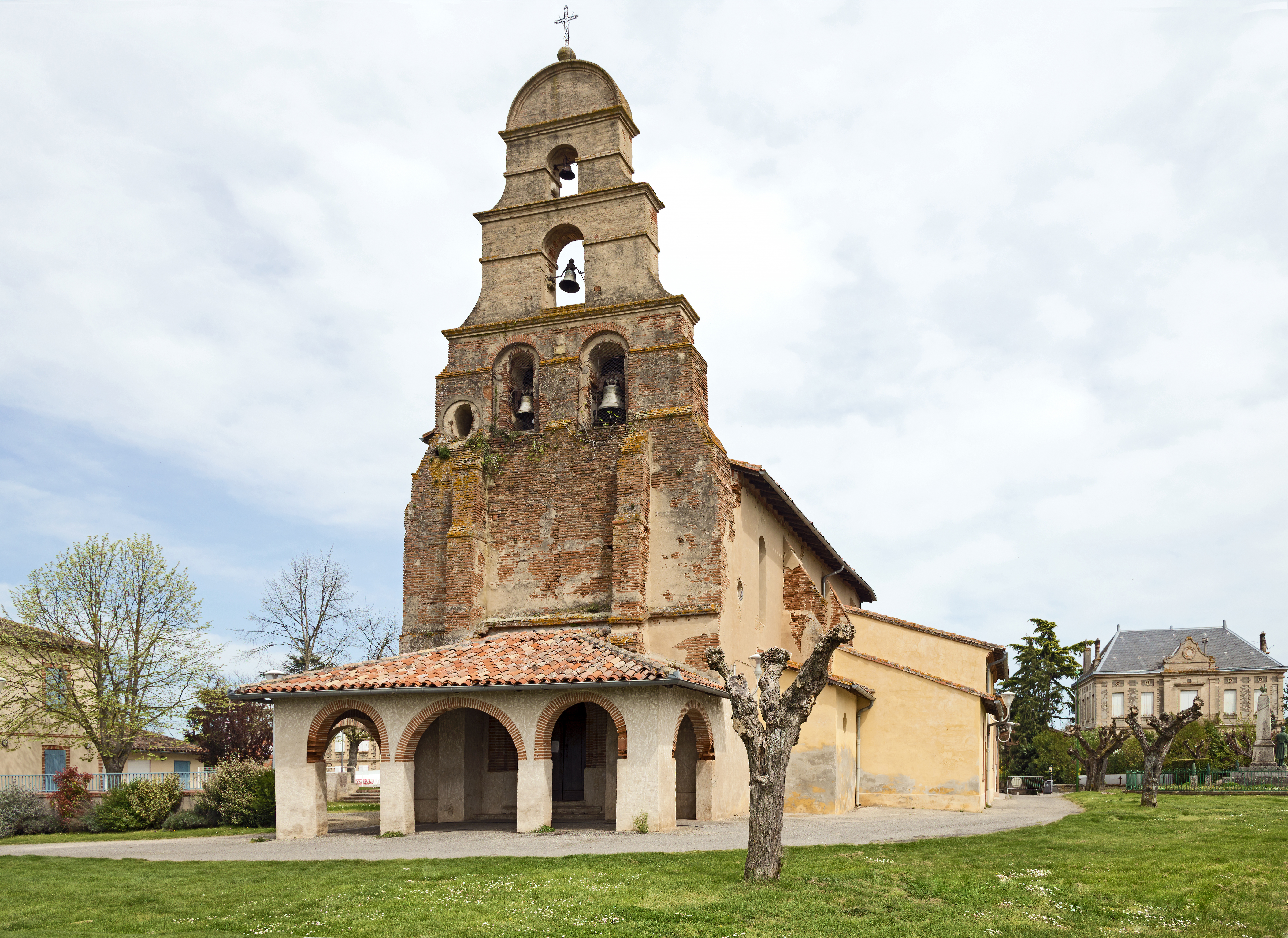
Campanar.
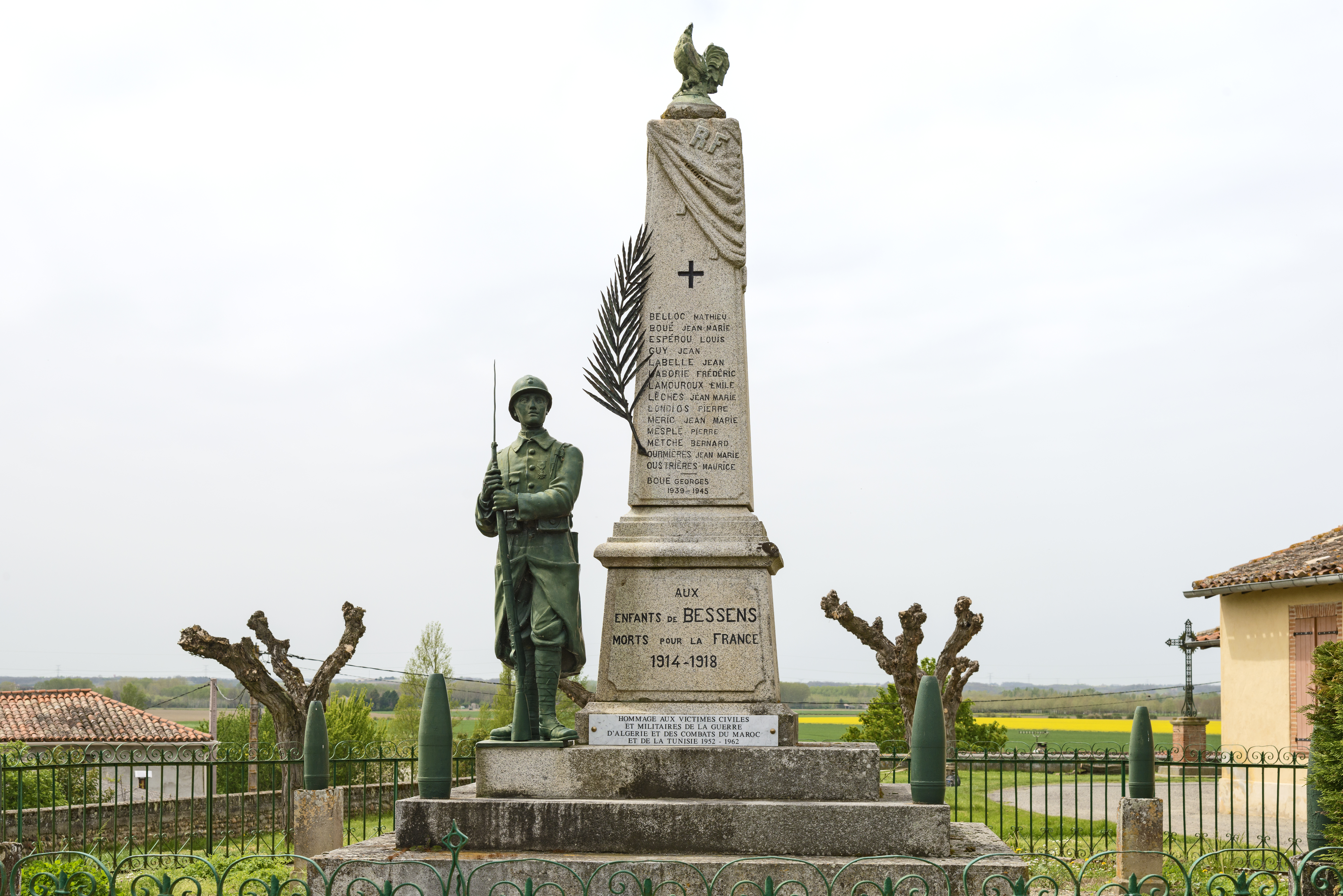
Monument als caiguts.